# Kathrin Klausmeier

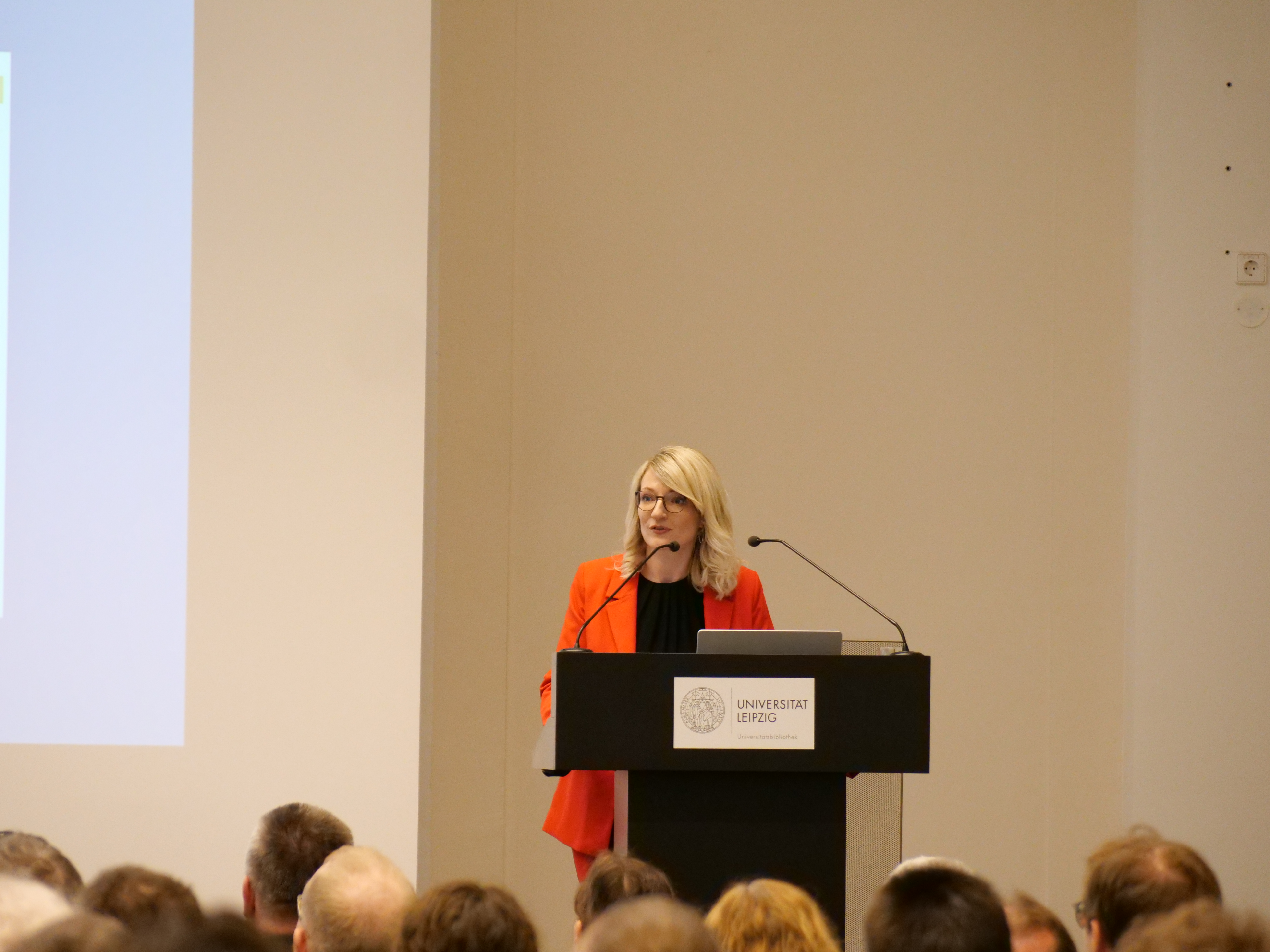
Kathrin Klausmeier an der Universität Leipzig im April 2024.

Kathrin Klausmeier (* 16. März 1986 in Leinefelde) ist eine deutsche Geschichtsdidaktikerin.

## Leben
Klausmeier ist seit Oktober 2024 W3-Professorin für die Didaktik der Geschichte an der Georg-August-Universität Göttingen. Sie war ab dem Jahr 2022 Juniorprofessorin für die Didaktik der Geschichte mit besonderer Berücksichtigung der Geschichtskultur an der Universität Leipzig. 2019 wurde sie an der Friedrich-Schiller-Universität Jena mit einer Arbeit über Schülervorstellungen von der DDR promoviert, die von Anke John betreut wurde. Die Dissertation fand große Resonanz und Klausmeier tritt als Expertin für die Vermittlung von der DDR-Geschichte auf zahlreichen nationalen und internationalen Podien auf. Im Zusammenhang mit dem Forschungsschwerpunkt zur Teilungsgeschichte ist sie seit 2022 Gastwissenschaftlerin an der Queen’s University Belfast. Klausmeier ist in diversen Institutionen der Geschichtskultur beratend tätig, darunter im Beirat der Gedenkstätte Andreasstraße in Erfurt und der Stiftung Friedliche Revolution in Leipzig.
Zu ihren Forschungsschwerpunkten zählen neben der DDR- und Transformationsgeschichte auch die kontrafaktische Geschichte sowie Prozesse des historische Lernens im Geschichtsunterricht. In diesen Bereichen hat sie verschiedene empirische Studien und praxisorientierte Beiträge verfasst.
Gemeinsam mit Christian Kuchler und Christian Bunnenberg ist sie Herausgeberin der Reihe Historische Bildung und Public History, die im Wallstein Verlag erscheint.
Seit 2009 ist Klausmeier an verschiedenen Universitäten tätig. Sie arbeitete von 2012 bis 2016 als wissenschaftliche Mitarbeiterin am Lehrstuhl für Geschichtsdidaktik der Ruhr-Universität Bochum, wo sie unter anderem am BMBF-finanzierten Forschungsverbund „Historical Thinking – Competencies in History (HiTCH)“ mitwirkte. Anschließend war sie wissenschaftliche Mitarbeiterin am Graduiertenkolleg „Die DDR und die europäischen Diktaturen nach 1945“ der Friedrich-Schiller-Universität Jena. Zudem nahm sie Lehraufträge an der RWTH Aachen und der Universität Paderborn wahr.
Neben ihrer wissenschaftlichen Tätigkeit verfügt Klausmeier über umfassende schulpraktische Erfahrung. 2017 legte sie die zweite Staatsprüfung am Zentrum für schulpraktische Lehrerausbildung in Dortmund ab. Zwischen 2018 und 2022 war sie als Studienrätin am Neuen Gymnasium Bochum tätig und bei der Bezirksregierung Arnsberg für die Entwicklung und Koordination von Lehrkräftefortbildungen im Fach Geschichte verantwortlich.
Klausmeier war Stipendiatin des Alfried-Krupp-Schülerlabors Bochum, das als außerschulischer Lernort den Transfer zwischen wissenschaftlicher Forschung und Schulpraxis fördert.
Sie wuchs in Thüringen auf und legte 2004 ihr Abitur am St. Josef Gymnasium Dingelstädt ab.

## Schriften (Auswahl)
- Klausmeier, Kathrin: So eine richtige Diktatur war das nicht... Vorstellungen Jugendlicher von der DDR. Geschichtspolitische Erwartungen und empirische Befunde, Göttingen 2020 (Reihe Beihefte zur Geschichtsdidaktik, Bd. 20).
- Trautwein, Ulrich/Bertram, Christiane/Borries, Bodo von/Brauch, Nicola/Hirsch, Matthias/Klausmeier, Kathrin (u. a.): Kompetenzen historischen Denkens erfassen. Konzeption, Operationalisierung und Befunde des Projekts „Historical Thinking – Competencies in History“ (HiTCH), Münster/New York 2017.
- Klausmeier, Kathrin: „Hitler oder Honecker - mir doch egal“? Zur Einordnung der medialen Debatten um das Wissen Jugendlicher von der DDR und Perspektiven einer zeitgemäßen Geschichtsdidaktik. In: Böick, Marcus/Goschler, Constantin / Jessen, Ralph (Hg.): Jahrbuch Deutsche Einheit 2023, Berlin 2023, S. 169–184.
- Klausmeier, Kathrin: Distanzlernen 2020 – Ein Modernisierungsschub für den Geschichtsunterricht? Eine explorative Bestandsaufnahme. In: gfh 3/21, S. 5–20.
- Klausmeier, Kathrin: Bismarck als „Zuckerpeitscher“? – Zum Einsatz von Instagram-Posts als Lernprodukte und Lerngegenstand im Geschichtsunterricht. In: Britsche, Frank/Greven, Lukas (Hgg.): Bild – Macht – Geschichte. Interdisziplinäre Überlegungen zu Visual History in historisch-politischer Bildung, Frankfurt/M. 2023, S. 211–225.
- Klausmeier, Kathrin: „Also, im Unterricht wird die DDR zu hart dargestellt, find ich.“ – Wie moralisierende Zugänge historisch-politische Bildung erschweren. In: GWU, Heft 5/6 2021, S. 299–311.